# Himerta rugopleura
Himerta rugopleura là một loài tò vò trong họ Ichneumonidae.